# Раджа Ганеша
Раджа Ганеша (бенг. রাজা গণেশ; д/н—1418) — султан Бенгалії у 1414—1415 і 1416—1418 році.

## Життєпис
Походив з давньої бенгальської індуїстської родини, сам він стверджував, що рід сам 400-річну історію. Дослідники розглядають його як представника гілки династії Дева з Чандрадвіпа. Розпочав військову службу за султана Сікандар-шаха I, за яку отримав у володіння Бгатурія, де був заміндаром. В подальшому отримав посаду хакіма Шнамісником) міста Дінаджпур.
Був вже впливовим при дворі султана Азам-шаха. 1412 року спільно з мамлюком Шихабом влаштував спочатку повалення Гамза-шаха, а 1413 року — його сина Мухаммед-шаха. Ще більше посилив вплив в державі, набувши численних прихильників.
Ймовірно 1414 року сприяв загибелі султана Баязид-шаха та його сина Ала ад-діна Фіруз-шаха I, захопивши трон. Висувається теорія, що прийняв ім'я Дануджамарданадева.
За різними версіями намагався дотримуватися миру з мусульманами або пригноблював їх. Втім напевне новий султан намагався проводити терпиму політику своїх попередників, але обмежив вплив шейхів та улемів, що вилилося у звернення чиштійського шейха Нур-Кутб Алама, що звернувся по допомогу до джаунпурського султана Ібрагім-шаха, який вдерся до Бенгалії. Раджа Ганеша спільно з Шивасімхою, магарджею династії Ойнівар, виступив проти супротивника, але зазнав поразки. Зрештою 1415 року уклав мирну угоду, за якою зрікся влади на користь сина Магендрадеви, що прийняв іслам та ім'я Мухаммед-шах.
1416 року повалив свого сина, відновившись на троні. Це спричинило нову війну з Ібрагім-шаху, якому зумів завдати поразки Пандуа. Але війна тривала до самої смерті Ганеши у 1418 році. Йому вдруге спадкував син Мухаммед-шах.